# Rosolina
Rosolina (velenceiül Roxołina) település Olaszországban, Veneto régióban, Rovigo megyében. Lakosainak száma 6189 fő (2023. január 1.). Rosolina Loreo, Porto Viro és Chioggia községekkel határos.

## Népesség
A település lakossága az elmúlt években az alábbi módon változott:
| Lakosok száma | 6481 | 6456 | 6189 |
|               | 2017 | 2018 | 2023 |